# Cirrus uncinus
Le cirrus uncinus est un type de cirrus. 
Sa forme caractéristique en « virgule » provient de la nucléation de particules de glace dans la partie haute (formant le sommet de la virgule), qui sédimentent ensuite en une longue traînée de cristaux (appelée aussi virga).
À ne pas confondre avec les cirrus artificiels, créés par les avions en haute altitude.